# Benzenradergroeve

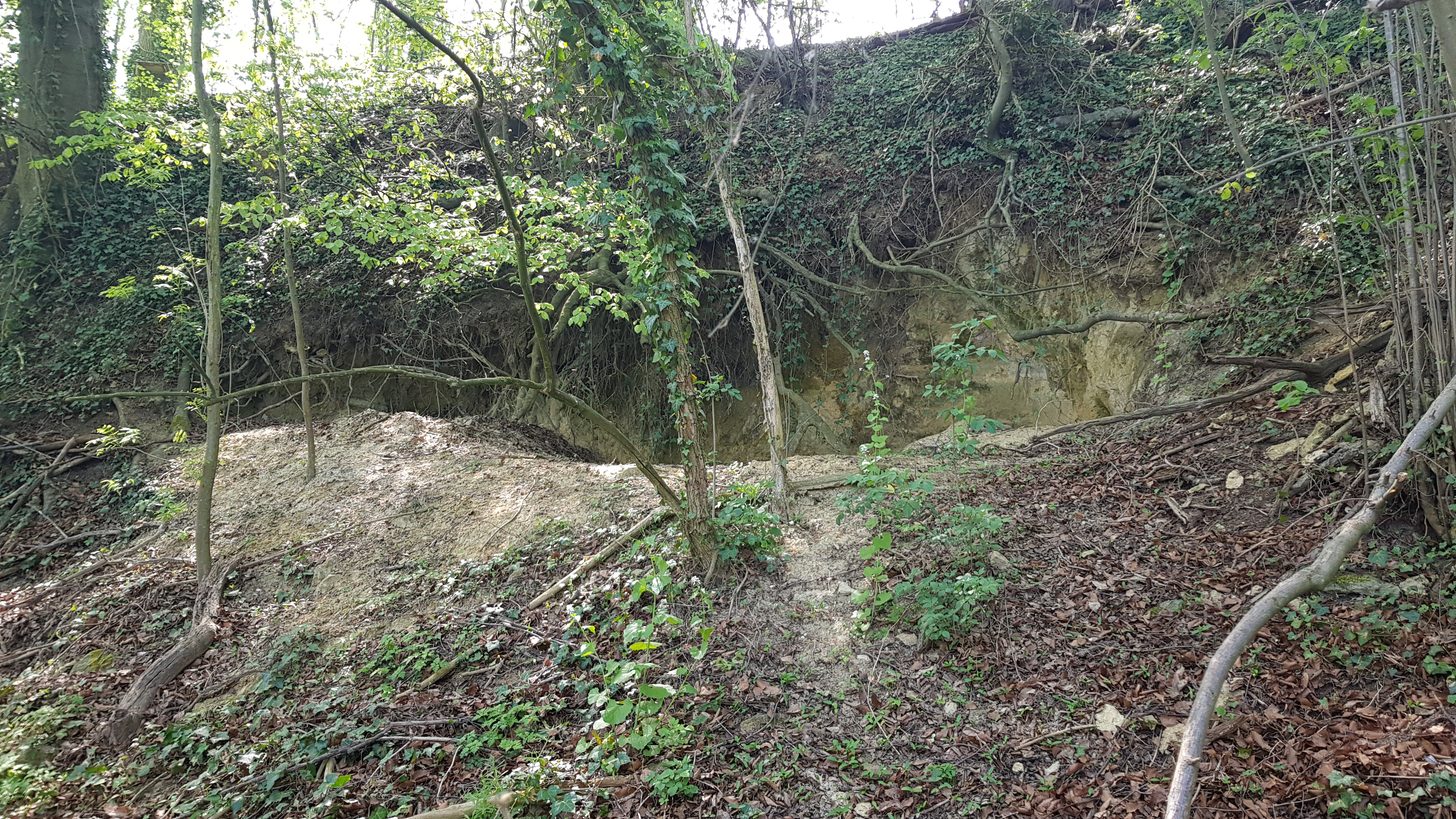
de middelste van de volgelopen ingangen

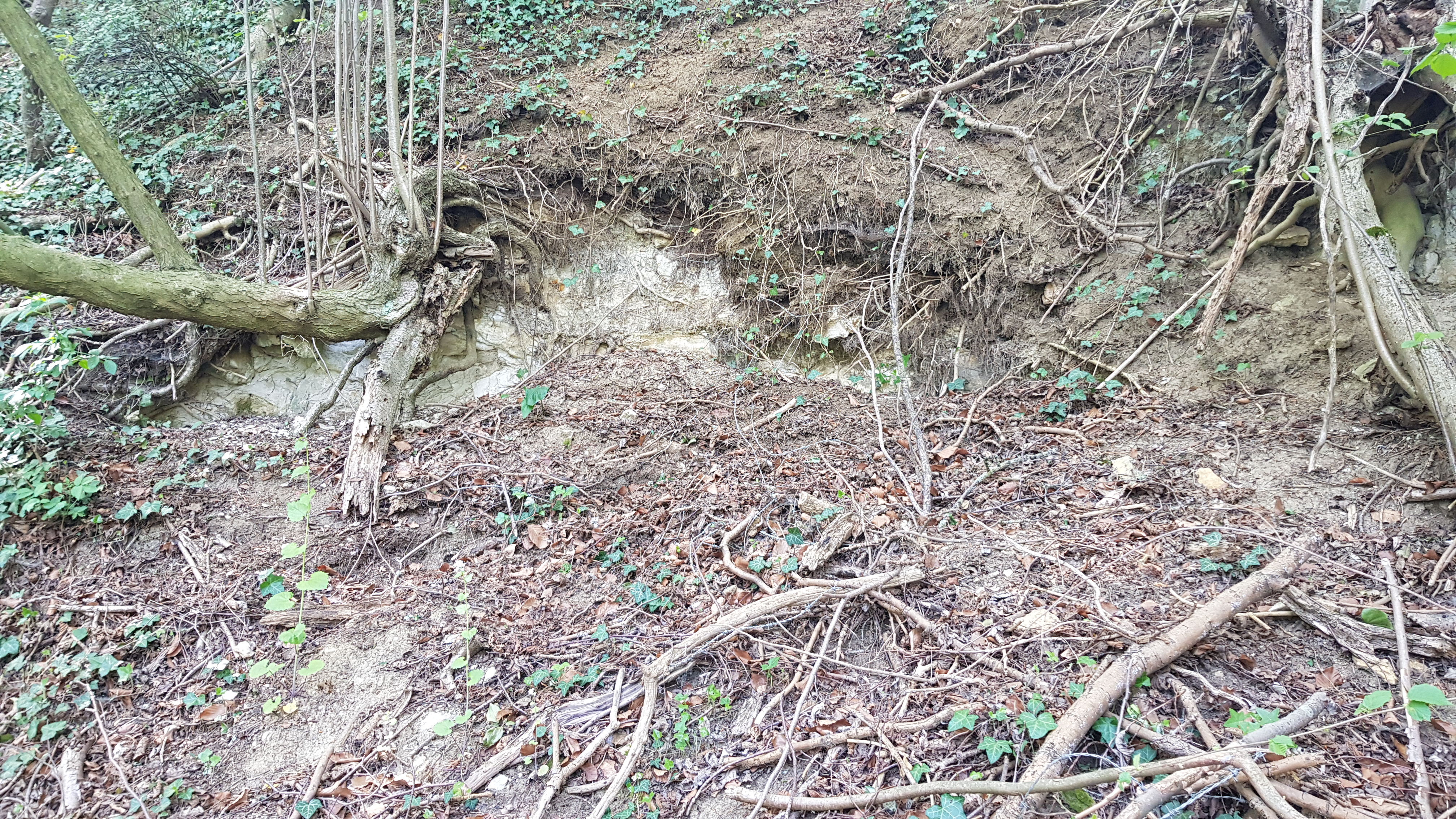
de rechter van de volgelopen ingangen

De Benzenradergroeve is een groeve in Nederlands Zuid-Limburg in de gemeente Heerlen. De ondergrondse groeve ligt ten zuiden van Benzenrade tussen deze plaats en de snelweg A76 en is de meest oostelijke ondergrondse kalksteenontginning van Nederland. De groeve ligt op de oostelijke rand van het Plateau van Ubachsberg waar ter plaatse het plateau sterk daalt richting het Bekken van Heerlen. Naar het noordoosten ligt de Benzenraderbreuk.
Naar het oosten ligt het Imstenraderbos, naar het westen ligt de Putberg met aldaar onder andere de dagbouwgroeve Groeve Putberg en de ondergrondse Groeve de Dael.

## Geschiedenis
Tijdens de Tweede Wereldoorlog werden de onderaardse gangen aangelegd om voor de lokale bevolking te dienen als schuilplaats.
Na de oorlog raakte de schuilkelder buiten gebruik en liepen de ingangen steeds voller met grond.

## Schuilkelders
De schuilkelders zijn aangelegd in een graft waar de kalksteen (dicht) aan de oppervlakte komt, de linker kelder is waarschijnlijk een aanzet geweest waar verdere ontginning onmogelijk was, rechts hiervan ligt de schuilkelder met 2 ingangen.
De ingangen zijn volgelopen met grond van de omliggende helling.